# Карт (язичництво)

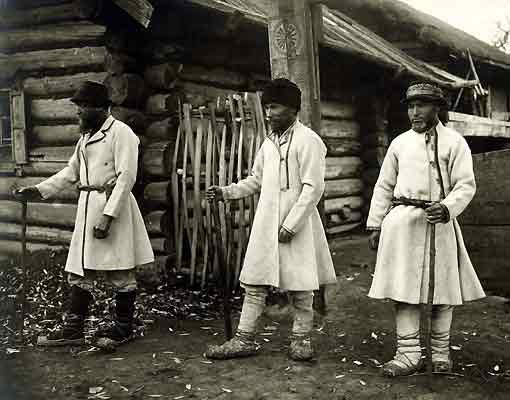
Марійські жерці

Карт (Онаеҥ, карт кугыза) — жрець у традиційній релігії марійців.

## Етимологія
Слово запозичене з тат. карт «старець». Існують і власне марійські назви — кугыза («старець»), югтич («жрець»), онаеҥ («провидець»), арвуй (пор. фін. arpoja - проповідник ; вепс. arboi - ворожка ). Східні марійці називають своїх жерців мулла . Поняття тотожне комі пам ; комі-перм. пам ; удм. вöсясь, чув. йомысь. Ймовірно, слово «юктуч» є похідним від йÿк, гірський прислівник юк — голос (звучання голосових зв'язок), у переносному значенні — голос (переконання, навіювання будь-якої ідеї, судження, оцінка, думка)  або від марійського «юкташ» — читати, припустимо, читати молитву. 

## Обов'язки
У картів є помічники — ÿссö. Карти обираються зборами общинників — Погин. Картом зазвичай був чоловік 60 років і старше (через брак гідного - людина середнього віку), який знає марійських божеств, зарекомендував себе статечним життям, вміє швидко і жваво говорити. Давав імена новонародженим, освячував шлюби і ховав померлих.